# Bellis
Bellis је род са 15 врста дикотиледоних биљака који припада породици Asteraceae, чији је природни ареал Европа, регион Медитерана и северна Африка. Једна врста је била интродукована у Северну Америку, али и друге врсте у друге делове света.

## Опис
Врсте овог рода су углавном вишегодишње, 5 до 20  високе. Имају зељасто усправно стабло и већина врста има лишће при његовој основи. На по једном стаблу се ствара главичаста цваст са радијално распоређеним цветовима.

## Културолошки значај
Ове биљке се помињу у Шекспировом делу „Хамлет“ у вези са Офелијом, која је један од ликова. У овом контексту симболизују невиност.